# Segunda División Femenina de España 2014-15
La temporada 2014-15 de la Segunda División Femenina de España corresponde a la 14.ª edición del campeonato y se disputó entre septiembre de 2014 y mayo de 2015 en su fase regular. Posteriormente se disputó la promoción de ascenso en junio de 2015.

## Tabla de clasificaciones

### Grupo I
| Pos. | Equipo                 | Pts. | PJ | G  | E | P  | GF | GC | Dif. | Clasificación 2014-15           |
| ---- | ---------------------- | ---- | -- | -- | - | -- | -- | -- | ---- | ------------------------------- |
| 1    | FVPR El Olivo          | 66   | 26 | 21 | 3 | 2  | 75 | 23 | +52  | Play-Offs Ascenso a 1ª División |
| 2    | EF Mareo               | 47   | 26 | 14 | 5 | 7  | 52 | 37 | +15  |                                 |
| 3    | Peluquería Mixta Friol | 45   | 26 | 14 | 3 | 9  | 68 | 49 | +19  |                                 |
| 4    | Sárdoma CF             | 41   | 26 | 12 | 5 | 9  | 53 | 34 | +19  |                                 |
| 5    | SD Villestro           | 40   | 26 | 12 | 4 | 10 | 49 | 31 | +18  |                                 |
| 6    | CF Bértola             | 39   | 26 | 10 | 9 | 7  | 50 | 45 | +5   |                                 |
| 7    | Victoria CF            | 39   | 26 | 11 | 6 | 9  | 50 | 44 | +6   |                                 |
| 8    | CD Amigos del Duero    | 35   | 26 | 11 | 2 | 13 | 31 | 41 | −10  |                                 |
| 9    | Orzán SD               | 33   | 26 | 9  | 6 | 11 | 41 | 52 | −11  |                                 |
| 10   | CD Salamanca FF        | 33   | 26 | 9  | 6 | 11 | 42 | 47 | −5   |                                 |
| 11   | Erizana CF             | 32   | 26 | 9  | 5 | 12 | 32 | 35 | −3   |                                 |
| 12   | Oviedo Moderno CF B    | 29   | 26 | 8  | 5 | 13 | 32 | 52 | −20  | Descenso de categoría           |
| 13   | Gijón FF               | 28   | 26 | 8  | 4 | 14 | 40 | 54 | −14  | Descenso de categoría           |
| 14   | UD Barbadás            | 7    | 26 | 2  | 1 | 23 | 15 | 86 | −71  | Descenso de categoría           |

Actualizado a los partidos jugados el Finalizado.
 Fuente: 
Criterios de clasificación: Puntos · Enfrentamientos directos · Diferencia de goles · Goles a favor · Puntos fair-play · Play-off.

### Grupo II
| Pos. | Equipo                     | Pts. | PJ | G  | E | P  | GF  | GC  | Dif. | Clasificación 2014-15           |
| ---- | -------------------------- | ---- | -- | -- | - | -- | --- | --- | ---- | ------------------------------- |
| 1    | Oiartzun KE                | 70   | 26 | 22 | 4 | 0  | 111 | 13  | +98  | Play-Offs Ascenso a 1ª División |
| 2    | Athletic Club "B"          | 66   | 26 | 21 | 3 | 2  | 101 | 20  | +81  |                                 |
| 3    | CD Aurrerá de Vitoria      | 55   | 26 | 17 | 4 | 5  | 39  | 22  | +17  |                                 |
| 4    | EDF Logroño                | 49   | 26 | 16 | 1 | 9  | 60  | 35  | +25  |                                 |
| 5    | SD San Ignacio             | 47   | 26 | 13 | 8 | 5  | 50  | 27  | +23  |                                 |
| 6    | Pauldarrak EFKT            | 47   | 26 | 14 | 5 | 7  | 74  | 43  | +31  |                                 |
| 7    | Añorga KKE                 | 41   | 26 | 11 | 8 | 7  | 56  | 49  | +7   |                                 |
| 8    | CD Mariño                  | 32   | 26 | 8  | 8 | 10 | 38  | 35  | +3   |                                 |
| 9    | Abanto Club                | 25   | 26 | 7  | 4 | 15 | 35  | 62  | −27  |                                 |
| 10   | CD Nuestra Señora de Belén | 24   | 26 | 6  | 6 | 14 | 32  | 72  | −40  |                                 |
| 11   | CF Ardoi FE                | 22   | 26 | 6  | 4 | 16 | 35  | 57  | −22  |                                 |
| 12   | Reocín Racing              | 21   | 26 | 6  | 3 | 17 | 48  | 68  | −20  | Descenso de categoría           |
| 13   | CF Gazte Berriak FE        | 10   | 26 | 2  | 4 | 20 | 21  | 96  | −75  | Descenso de categoría           |
| 14   | UD Aragonesa               | 5    | 26 | 1  | 2 | 23 | 12  | 128 | −116 | Descenso de categoría           |

Actualizado a los partidos jugados el Finalizado.
 Fuente: 
Criterios de clasificación: Puntos · Enfrentamientos directos · Diferencia de goles · Goles a favor · Puntos fair-play · Play-off.

### Grupo III
| Pos. | Equipo                     | Pts. | PJ | G  | E | P  | GF | GC  | Dif. | Clasificación 2014-15           |
| ---- | -------------------------- | ---- | -- | -- | - | -- | -- | --- | ---- | ------------------------------- |
| 1    | FC Levante Las Planas      | 67   | 26 | 22 | 1 | 3  | 85 | 20  | +65  | Play-Offs Ascenso a 1ª División |
| 2    | FC Barcelona "B"           | 63   | 26 | 19 | 6 | 1  | 77 | 12  | +65  |                                 |
| 3    | CE Seagull                 | 51   | 26 | 15 | 6 | 5  | 51 | 34  | +17  |                                 |
| 4    | RCD Espanyol "B"           | 39   | 26 | 10 | 9 | 7  | 38 | 27  | +11  |                                 |
| 5    | UE L'Estartit              | 38   | 26 | 11 | 5 | 10 | 38 | 36  | +2   |                                 |
| 6    | CE Europa                  | 38   | 26 | 11 | 5 | 10 | 50 | 45  | +5   |                                 |
| 7    | CF Igualada                | 38   | 26 | 10 | 8 | 8  | 40 | 33  | +7   |                                 |
| 8    | AD Son Sardina             | 36   | 26 | 10 | 6 | 10 | 51 | 49  | +2   |                                 |
| 9    | SE AEM                     | 34   | 26 | 9  | 7 | 10 | 46 | 41  | +5   |                                 |
| 10   | CE Sant Gabriel "B"        | 29   | 26 | 7  | 8 | 11 | 42 | 48  | −6   |                                 |
| 11   | CUE Vic                    | 28   | 26 | 8  | 4 | 14 | 32 | 44  | −12  |                                 |
| 12   | CD Transportes Alcaine "B" | 27   | 26 | 8  | 3 | 15 | 35 | 65  | −30  | Descenso de categoría           |
| 13   | UE Sant Andreu             | 13   | 26 | 4  | 1 | 21 | 27 | 70  | −43  | Descenso de categoría           |
| 14   | CF Lloret                  | 10   | 26 | 3  | 1 | 22 | 27 | 115 | −88  | Descenso de categoría           |

Actualizado a los partidos jugados el Finalizado.
 Fuente: 
Criterios de clasificación: Puntos · Enfrentamientos directos · Diferencia de goles · Goles a favor · Puntos fair-play · Play-off.

### Grupo IV
| Pos. | Equipo                  | Pts. | PJ | G  | E | P  | GF  | GC  | Dif. | Clasificación 2014-15           |
| ---- | ----------------------- | ---- | -- | -- | - | -- | --- | --- | ---- | ------------------------------- |
| 1    | Real Betis              | 71   | 26 | 23 | 2 | 1  | 116 | 13  | +103 | Play-Offs Ascenso a 1ª División |
| 2    | CFF Badajoz             | 69   | 26 | 22 | 3 | 1  | 80  | 21  | +59  |                                 |
| 3    | Granada CF              | 62   | 26 | 20 | 2 | 4  | 97  | 23  | +74  |                                 |
| 4    | Atlético Málaga         | 43   | 26 | 13 | 4 | 9  | 60  | 35  | +25  |                                 |
| 5    | CFF Cáceres             | 40   | 25 | 12 | 4 | 9  | 60  | 46  | +14  |                                 |
| 6    | Extremadura CF          | 39   | 26 | 11 | 6 | 9  | 43  | 48  | −5   |                                 |
| 7    | ADFB La Rambla          | 38   | 26 | 11 | 5 | 10 | 52  | 55  | −3   |                                 |
| 8    | Algaidas CD             | 34   | 26 | 9  | 7 | 10 | 65  | 66  | −1   |                                 |
| 9    | AD El Naranjo           | 32   | 26 | 9  | 5 | 12 | 62  | 79  | −17  |                                 |
| 10   | UD La Cruz Villanovense | 31   | 26 | 9  | 4 | 13 | 47  | 73  | −26  |                                 |
| 11   | CD Híspalis             | 28   | 26 | 8  | 4 | 14 | 42  | 53  | −11  |                                 |
| 12   | Monachil 2013 CF        | 13   | 26 | 4  | 1 | 21 | 27  | 97  | −70  | Descenso de categoría           |
| 13   | AD Nervión              | 10   | 26 | 2  | 4 | 20 | 30  | 103 | −73  | Descenso de categoría           |
| 14   | UD Carmelitas           | 10   | 26 | 3  | 1 | 22 | 23  | 92  | −69  | Descenso de categoría           |

Actualizado a los partidos jugados el Finalizado.
 Fuente: 
Criterios de clasificación: Puntos · Enfrentamientos directos · Diferencia de goles · Goles a favor · Puntos fair-play · Play-off.

### Grupo V
| Pos. | Equipo                      | Pts. | PJ | G  | E | P  | GF  | GC  | Dif. | Clasificación 2014-15           |
| ---- | --------------------------- | ---- | -- | -- | - | -- | --- | --- | ---- | ------------------------------- |
| 1    | Madrid CFF                  | 69   | 26 | 22 | 3 | 1  | 117 | 17  | +100 | Play-Offs Ascenso a 1ª División |
| 2    | CD Canillas                 | 59   | 26 | 19 | 2 | 5  | 58  | 27  | +31  |                                 |
| 3    | Atlético de Madrid "B"      | 52   | 26 | 16 | 4 | 6  | 59  | 23  | +36  |                                 |
| 4    | AD Alhóndiga                | 48   | 26 | 15 | 3 | 8  | 66  | 43  | +23  |                                 |
| 5    | CF Pozuelo de Alarcón       | 47   | 26 | 13 | 8 | 5  | 54  | 33  | +21  |                                 |
| 6    | FF La Solana                | 45   | 26 | 14 | 3 | 9  | 47  | 37  | +10  |                                 |
| 7    | Dinamo Guadalajara          | 43   | 26 | 13 | 4 | 9  | 44  | 37  | +7   |                                 |
| 8    | Rayo Vallecano "B"          | 30   | 26 | 8  | 6 | 12 | 40  | 51  | −11  |                                 |
| 9    | CD Parquesol                | 29   | 26 | 8  | 5 | 13 | 37  | 45  | −8   |                                 |
| 10   | PCS Católica de Ávila       | 27   | 26 | 7  | 6 | 13 | 41  | 64  | −23  |                                 |
| 11   | Torrelodones CF             | 25   | 26 | 7  | 4 | 15 | 22  | 45  | −23  |                                 |
| 12   | CDE TNT Daimiel             | 20   | 26 | 4  | 8 | 14 | 23  | 65  | −42  | Descenso de categoría           |
| 13   | UD Tres Cantos              | 18   | 26 | 4  | 6 | 16 | 31  | 55  | −24  | Descenso de categoría           |
| 14   | CD Independiente de Alcázar | 2    | 26 | 0  | 2 | 24 | 16  | 113 | −97  | Descenso de categoría           |

Actualizado a los partidos jugados el Finalizado.
 Fuente: 
Criterios de clasificación: Puntos · Enfrentamientos directos · Diferencia de goles · Goles a favor · Puntos fair-play · Play-off.

### Grupo VI

#### Las Palmas
| Pos. | Equipo                  | Pts. | PJ | G  | E | P  | GF  | GC  | Dif. | Clasificación 2014-15               |
| ---- | ----------------------- | ---- | -- | -- | - | -- | --- | --- | ---- | ----------------------------------- |
| 1    | CD Femarguín            | 67   | 24 | 22 | 1 | 1  | 261 | 9   | +252 | Clasificado a Play-Offs de Canarias |
| 2    | CD Achamán Santa Lucía  | 62   | 24 | 20 | 2 | 2  | 160 | 20  | +140 | Clasificado a Play-Offs de Canarias |
| 3    | CD Águilas              | 55   | 24 | 17 | 4 | 3  | 100 | 28  | +72  |                                     |
| 4    | CF Unión Viera          | 53   | 24 | 17 | 2 | 5  | 100 | 27  | +73  |                                     |
| 5    | CD Las Majoreras        | 51   | 24 | 16 | 3 | 5  | 65  | 38  | +27  |                                     |
| 6    | CF UD Las Torres        | 31   | 24 | 10 | 1 | 13 | 49  | 86  | −37  |                                     |
| 7    | CD Colegio Norte Viera  | 31   | 24 | 9  | 4 | 11 | 37  | 71  | −34  |                                     |
| 8    | CF Vegueta Árbol Bonito | 31   | 24 | 10 | 1 | 13 | 62  | 63  | −1   |                                     |
| 9    | UJ Costa Ayala          | 26   | 24 | 8  | 2 | 14 | 61  | 109 | −48  |                                     |
| 10   | UD Montaña Alta         | 22   | 24 | 7  | 1 | 16 | 52  | 103 | −51  |                                     |
| 11   | Tagodor CD              | 13   | 24 | 4  | 1 | 19 | 24  | 150 | −126 |                                     |
| 12   | CD Firgas               | 7    | 24 | 1  | 4 | 19 | 32  | 127 | −95  |                                     |
| 13   | CF 5 Continentes        | 5    | 24 | 1  | 2 | 21 | 19  | 191 | −172 |                                     |

Actualizado a los partidos jugados el Finalizado.
 Fuente: 
Criterios de clasificación: Puntos · Enfrentamientos directos · Diferencia de goles · Goles a favor · Puntos fair-play · Play-off.

#### Tenerife
| Pos. | Equipo               | Pts. | PJ | G  | E | P  | GF  | GC  | Dif. | Clasificación 2014-15               |
| ---- | -------------------- | ---- | -- | -- | - | -- | --- | --- | ---- | ----------------------------------- |
| 1    | UDG Tenerife         | 72   | 24 | 24 | 0 | 0  | 219 | 3   | +216 | Clasificado a Play-Offs de Canarias |
| 2    | UD Tacuense          | 60   | 24 | 19 | 3 | 2  | 101 | 12  | +89  | Clasificado a Play-Offs de Canarias |
| 3    | CD Echedey           | 49   | 24 | 15 | 4 | 5  | 78  | 27  | +51  |                                     |
| 4    | CD Laguna            | 49   | 24 | 15 | 4 | 5  | 71  | 20  | +51  |                                     |
| 5    | CD Tarsa             | 38   | 24 | 11 | 5 | 8  | 60  | 30  | +30  |                                     |
| 6    | CD Once Piratas      | 37   | 24 | 11 | 4 | 9  | 47  | 57  | −10  |                                     |
| 7    | CD Charco del Pino   | 34   | 24 | 11 | 1 | 12 | 55  | 42  | +13  |                                     |
| 8    | Atlético Tacoroente  | 32   | 24 | 9  | 5 | 10 | 59  | 57  | +2   |                                     |
| 9    | CF Costa Adeje       | 31   | 24 | 9  | 4 | 11 | 44  | 61  | −17  |                                     |
| 10   | CD Llamoro           | 23   | 24 | 7  | 2 | 15 | 29  | 71  | −42  |                                     |
| 11   | CD Candela           | 15   | 24 | 4  | 3 | 17 | 31  | 104 | −73  |                                     |
| 12   | UD San Antonio Pilar | 9    | 24 | 3  | 0 | 21 | 19  | 172 | −153 |                                     |
| 13   | Moneyba Hierro       | 1    | 24 | 0  | 1 | 23 | 11  | 168 | −157 |                                     |

Actualizado a los partidos jugados el Finalizado.
 Fuente: 
Criterios de clasificación: Puntos · Enfrentamientos directos · Diferencia de goles · Goles a favor · Puntos fair-play · Play-off.

#### Play-Offs de Canarias
|  | Semifinales            | Semifinales | Semifinales  | Semifinales |   |              | Final | Final | Final | Final |  |
|  |                        |             |              |             |   |              |       |       |       |       |  |
|  |                        |             |              |             |   |              |       |       |       |       |  |
|  | UD Tacuense            | 0           | 0            | 0           |   |              |       |       |       |       |  |
|  | UD Tacuense            | 0           | 0            | 0           |   |              |       |       |       |       |  |
|  | CD Femarguín           | 0           | 1            | 1           |   |              |       |       |       |       |  |
|  | CD Femarguín           | 0           | 1            | 1           |   | CD Femarguín | 3     | 1     | 4     |       |  |
|  |                        |             |              |             |   | CD Femarguín | 3     | 1     | 4     |       |  |
|  |                        |             | UDG Tenerife | 2           | 1 | 3            |       |       |       |       |  |
|  | CD Achamán Santa Lucía | 0           | UDG Tenerife | 2           | 1 | 3            | 1     | 1     |       |       |  |
|  | CD Achamán Santa Lucía | 0           |              |             |   |              | 1     | 1     |       |       |  |
|  | UDG Tenerife           | 1           | 6            | 7           |   |              |       |       |       |       |  |
|  | UDG Tenerife           | 1           | 6            | 7           |   |              |       |       |       |       |  |
|  |                        |             |              |             |   |              |       |       |       |       |  |

### Grupo VII
| Pos. | Equipo                  | Pts. | PJ | G  | E | P  | GF | GC | Dif. | Clasificación 2014-15           |
| ---- | ----------------------- | ---- | -- | -- | - | -- | -- | -- | ---- | ------------------------------- |
| 1    | Sporting Plaza de Argel | 60   | 26 | 19 | 3 | 4  | 82 | 32 | +50  | Play-Offs Ascenso a 1ª División |
| 2    | UD Aldaia               | 58   | 26 | 17 | 7 | 2  | 49 | 21 | +28  |                                 |
| 3    | CFF Albacete            | 50   | 26 | 14 | 8 | 4  | 59 | 37 | +22  |                                 |
| 4    | Valencia CF "B"         | 49   | 26 | 15 | 4 | 7  | 49 | 24 | +25  |                                 |
| 5    | Levante UD "B"          | 48   | 26 | 15 | 3 | 8  | 45 | 29 | +16  |                                 |
| 6    | CFF Marítim             | 43   | 26 | 12 | 7 | 7  | 49 | 32 | +17  |                                 |
| 7    | Villarreal CF           | 37   | 26 | 11 | 4 | 11 | 48 | 39 | +9   |                                 |
| 8    | Lorca FAD               | 31   | 26 | 9  | 4 | 13 | 36 | 50 | −14  |                                 |
| 9    | Elche CF                | 30   | 26 | 8  | 6 | 12 | 28 | 39 | −11  |                                 |
| 10   | CF Ciudad de Benidorm   | 28   | 26 | 8  | 4 | 14 | 37 | 51 | −14  |                                 |
| 11   | Alhama CF               | 24   | 26 | 7  | 3 | 16 | 25 | 53 | −28  |                                 |
| 12   | Murcia FCF              | 20   | 26 | 5  | 5 | 16 | 29 | 65 | −36  | Descenso de categoría           |
| 13   | AF Cartagena Féminas    | 20   | 26 | 6  | 2 | 18 | 40 | 81 | −41  | Descenso de categoría           |
| 14   | CFF Ciutat de Torrent   | 15   | 26 | 3  | 6 | 17 | 27 | 50 | −23  | Descenso de categoría           |

Actualizado a los partidos jugados el Finalizado.
 Fuente: 
Criterios de clasificación: Puntos · Enfrentamientos directos · Diferencia de goles · Goles a favor · Puntos fair-play · Play-off.

## Mejor segundo lugar
| Pos. | Equipo                | Pts. | PJ | G  | E | P | GF  | GC | Dif. | Clasificación 2014–15           |
| ---- | --------------------- | ---- | -- | -- | - | - | --- | -- | ---- | ------------------------------- |
| 1    | UDG Tenerife          | 72   | 24 | 24 | 0 | 0 | 219 | 3  | +216 | Play-Offs Ascenso a 1ª División |
| 2    | CFF Badajoz           | 69   | 26 | 22 | 3 | 1 | 80  | 21 | +59  |                                 |
| 3    | CD Canillas           | 59   | 26 | 19 | 2 | 5 | 58  | 27 | +31  |                                 |
| 4    | UD Aldaia             | 58   | 26 | 17 | 7 | 2 | 49  | 21 | +28  |                                 |
| 5    | CD Aurrerá de Vitoria | 55   | 26 | 17 | 4 | 5 | 39  | 22 | +17  |                                 |
| 6    | CE Seagull            | 51   | 26 | 15 | 6 | 5 | 51  | 34 | +17  |                                 |
| 7    | EF Mareo              | 47   | 26 | 14 | 5 | 7 | 52  | 37 | +15  |                                 |

Actualizado a los partidos jugados el Finalizado.
 Fuente: 
Criterios de clasificación: Puntos · Enfrentamientos directos · Diferencia de goles · Goles a favor · Puntos fair-play · Play-off.

## Play-Offs de Ascenso
|  | Cuartos de final        | Cuartos de final | Cuartos de final | Cuartos de final |   |              | Semifinales | Semifinales | Semifinales | Semifinales |  |  | Ascenso | Ascenso |  |
|  |                         |                  |                  |                  |   |              |             |             |             |             |  |  |         |         |  |
|  |                         |                  |                  |                  |   |              |             |             |             |             |  |  |         |         |  |
|  | Madrid CFF              | 4                | 0                | 4                |   |              |             |             |             |             |  |  |         |         |  |
|  | Madrid CFF              | 4                | 0                | 4                |   |              |             |             |             |             |  |  |         |         |  |
|  | Oiartzun KE             | 2                | 4                | 6                |   |              |             |             |             |             |  |  |         |         |  |
|  | Oiartzun KE             | 2                | 4                | 6                |   | Oiartzun KE  | 2           | 2           | 4           |             |  |  |         |         |  |
|  |                         |                  |                  |                  |   | Oiartzun KE  | 2           | 2           | 4           |             |  |  |         |         |  |
|  |                         |                  | FVPR El Olivo    | 1                | 1 | 2            |             |             |             |             |  |  |         |         |  |
|  | CD Fermaguín            | 2                | FVPR El Olivo    | 1                | 1 | 2            | 0           | 2           |             |             |  |  |         |         |  |
|  | CD Fermaguín            | 2                |                  |                  |   |              |             |             |             |             |  |  |         |         |  |
|  | FVPR El Olivo           | 1                | 1                | 2                |   |              |             |             |             |             |  |  |         |         |  |
|  | FVPR El Olivo           | 1                | 1                | 2                |   |              |             | Oiartzun KE |             |             |  |  |         |         |  |
|  |                         |                  |                  |                  |   |              |             |             |             |             |  |  |         |         |  |
|  |                         |                  | UDG Tenerife     |                  |   |              |             |             |             |             |  |  |         |         |  |
|  | UDG Tenerife            | 3                | 0                | 3                |   |              |             |             |             |             |  |  |         |         |  |
|  | UDG Tenerife            | 3                | 0                | 3                |   |              |             |             |             |             |  |  |         |         |  |
|  | FC Levante Las Planas   | 0                | 1                | 1                |   |              |             |             |             |             |  |  |         |         |  |
|  | FC Levante Las Planas   | 0                | 1                | 1                |   | UDG Tenerife | 3           | 3           | 6           |             |  |  |         |         |  |
|  |                         |                  |                  |                  |   | UDG Tenerife | 3           | 3           | 6           |             |  |  |         |         |  |
|  |                         |                  | Real Betis       | 1                | 3 | 4            |             |             |             |             |  |  |         |         |  |
|  | Sporting Plaza de Argel | 1                | Real Betis       | 1                | 3 | 4            | 1           | 2           |             |             |  |  |         |         |  |
|  | Sporting Plaza de Argel | 1                |                  |                  |   |              |             |             |             |             |  |  |         |         |  |
|  | Real Betis              | 4                | 7                | 11               |   |              |             |             |             |             |  |  |         |         |  |
|  | Real Betis              | 4                | 7                | 11               |   |              |             |             |             |             |  |  |         |         |  |
|  |                         |                  |                  |                  |   |              |             |             |             |             |  |  |         |         |  |